# Japanische Badmintonmeisterschaft 2005
Die Japanische Badmintonmeisterschaft 2005 fand vom 29. November bis zum 4. Dezember 2005 in der Präfektur Hyōgo statt. Es war die 59. Austragung der nationalen Titelkämpfe im Badminton in Japan.

## Medaillengewinner
| Disziplin    | Gold                         | Silber                         | Bronze                          |
| ------------ | ---------------------------- | ------------------------------ | ------------------------------- |
| Herreneinzel | Shoji Sato                   | Shō Sasaki                     | Kōichi Saeki                    |
| Herreneinzel | Shoji Sato                   | Shō Sasaki                     | Yōsuke Nakanishi                |
| Dameneinzel  | Kanako Yonekura              | Eriko Hirose                   | Kaori Mori                      |
| Dameneinzel  | Kanako Yonekura              | Eriko Hirose                   | Yū Hirayama                     |
| Herrendoppel | Shintarō Ikeda Shūichi Nakao | Keita Masuda Tadashi Ohtsuka   | Hajime Komiyama Noriyasu Hirata |
| Herrendoppel | Shintarō Ikeda Shūichi Nakao | Keita Masuda Tadashi Ohtsuka   | Shintarō Ikeda Tsuyoshi Fukui   |
| Damendoppel  | Kumiko Ogura Reiko Shiota    | Tomomi Matsuda Aki Akao        | Noriko Ōkuma Miyuki Tai         |
| Damendoppel  | Kumiko Ogura Reiko Shiota    | Tomomi Matsuda Aki Akao        | Aya Wakisaka Ikue Tatani        |
| Mixed        | Keita Masuda Miyuki Maeda    | Hajime Komiyama Tomomi Matsuda | Shinji Ōta Aki Akao             |
| Mixed        | Keita Masuda Miyuki Maeda    | Hajime Komiyama Tomomi Matsuda | Tōru Matsumoto Miyuki Tai       |